# Dactylochelifer shinkaii
Dactylochelifer shinkaii är en spindeldjursart som beskrevs av Sato 1982. Dactylochelifer shinkaii ingår i släktet Dactylochelifer och familjen tvåögonklokrypare. Inga underarter finns listade i Catalogue of Life.